# Al-Adalah Club
El Al-Adalah Club (en árabe: نادي العدالة‎) es un club de fútbol de Arabia Saudita, de la ciudad de Al-Hulaylah. Fue fundado en 1984 y desde la temporada 2023-24 juega en la Primera División Saudí, segunda división de Arabia.

## Plantilla

#### Altas y bajas 2022-23
| Altas   | Altas    | Altas       | Altas | Altas |
| Jugador | Posición | Procedencia | Tipo  | Costo |
| ------- | -------- | ----------- | ----- | ----- |

| Bajas            | Bajas          | Bajas        | Bajas            | Bajas |
| Jugador          | Posición       | Destino      | Tipo             | Costo |
| ---------------- | -------------- | ------------ | ---------------- | ----- |
| Bader Al-Nakhli  | Defensa        | Agente libre | Fin de contrato. | --    |
| Riyadh Sharahili | Centrocampista | Abha         | Fin de contrato. | --    |
| John Ogu         | Centrocampista | Agente libre | Fin de contrato. | --    |
| Adama Traoré     | Delantero      | FC Metz      | Fin de cesión.   | --    |
| Ahmed Mostafa    | Centrocampista | Gante        | Fin de cesión.   | --    |